# Runo Andersson
Oskar Runo Andersson, född 9 november 1906 i Säbrå församling i Härnösand, död 21 april 1981 i Kågeröd-Röstånga församling i Svalöv i Skåne, var en svensk grafiker och tecknare, mest känd under signaturen "Runo". 
Andersson var från början frisör i hemstaden Härnösand, samtidigt som han ägnade sig åt konstnärlig verksamhet. Hans konstnärliga förmåga var lokalt känd och han ombads att utföra några revydekorationer. Han studerade vid Otte Skölds målarskola i Stockholm 1946 och fortsatte från 1947 med studier i grafik och teckning för Harald Sallberg och Emil Johanson-Thor vid Konsthögskolan. Separat ställde han ut på Ekenstams konstsalong i Stockholm 1952 och i Göteborg. Tillsammans med Kurt Lindon ställde han ut på Lorensbergs konstsalong i Göteborg 1954. Han medverkade i samlingsutställningar arrangerade av Sveriges allmänna konstförening och Liljevalchs Stockholmssalonger samt i Decemberutställningarna på Göteborgs konsthall. Hans specialitet var grafik och teckning, framför allt landskapsmotiv, och är med grafiska arbeten representerad bland annat vid Moderna museet, Malmö konstmuseum, Helsingborgs museum  och Hallands konstmuseum.
Han var en av grundarna av konstnärsgruppen Arildsgruppen 1948 och verksam vid Konstnärshuset i Arild och deltog i en rad samlingsutställningar inom dess ramar. Han var också medlem i Göteborgs konstnärsklubb och KRO. Runo Andersson är gravsatt på Kågeröds kyrkogård.